# Passiflora condorita
Passiflora condorita är en passionsblomsväxtart som beskrevs av P. Jørg. Passiflora condorita ingår i släktet passionsblommor, och familjen passionsblomsväxter. Inga underarter finns listade i Catalogue of Life.